# Ultra-romantisme
L'ultra-romantisme (portugais : Ultrarromantismo) est un courant littéraire portugais et brésilien apparu au milieu du XVIIIe siècle inspiré du courant romantique européen, notamment le romantisme allemand et l'œuvre de Lord Byron.

## Origines
L'ultra-romantisme tient ses origines de l'œuvre de António Augusto Soares de Passos (1826-1860). Considéré comme le chef de file du mouvement, son poème O noivado do sepulcro (1856) est fondateur. Au Portugal, il se développe sous la plume de António Feliciano de Castilho (1800–1875) et de Camilo Castelo Branco (1825–1890). Puis, le mouvement se rend jusqu'au Brésil, où il rompt avec le nationalisme présent jusque-là dans le romantisme brésilien pour renouer avec les auteurs romantiques européens et leur mal du siècle; des thèmes plus obscurs font leur apparition, comme le pessimisme ou le satanisme. Manuel Antônio Álvares de Azevedo (1831-1852) est surnommé le « Lord Byron brésilien » à cet effet.